# Ex tunc
Ex tunc is een Latijnse term gebruikt voor een beginsel uit de rechtswetenschap en rechtspraak, het betekent zoveel als: vanuit het verleden, zoals de situatie toen was. Tegenover het begrip ex tunc staat het begrip ex nunc - toetsen naar de situatie van nu. Als de rechter de actuele situatie beziet tijdens de toetsing van een bezwaarschrift betreft het een heroverweging ex nunc, de rechter kijkt dan naar de huidige omstandigheden. Als de rechter beoordeelt naar de situatie die bestond toen de gebeurtenis plaatsvond, is het ex tunc. De wetgever bepaalt wanneer de rechter ex nunc of ex tunc moet toetsen. 
In het vreemdelingenrecht heroverweegt de rechter bijvoorbeeld ex nunc. Maar als een zaak door de Hoge Raad wordt terugverwezen naar een gerechtshof, vindt toetsing plaats naar de stand van het moment van de gecasseerde uitspraak, ex tunc.

## Wetgeving
Wetten gelden in de regel nadat ze zijn afgekondigd, ex nunc (artikel 4 Wet Algemene bepalingen). Hierdoor wordt de wet alleen toegepast op die gevallen die zich voordoen na de datum dat een wet officieel is gepubliceerd en iedereen er kennis van heeft kunnen nemen. Bij hoge uitzondering kan de wetgever bepalen dat een wet al geldt vóór de datum van uitvaardiging, met bepaling van de vroegere datum, ex tunc. Regels uit een wet met terugwerkende kracht kunnen ook betrekking hebben op situaties vóór het uitvaardigen van de nieuwe wet. Met het oog op de rechtszekerheid wordt dit niet vaak gedaan. Voor wetten met strafbaarstellingen is een toetsing ex tunc uitdrukkelijk verboden in de Grondwet en bij internationale verdragen. Dat noemt men het legaliteitsbeginsel.

## Rechterlijke toetsing
Volgens vaste rechtspraak van de hoogste bestuursrechter, de Afdeling bestuursrechtspraak van de Raad van State, moet bij het nemen van een beslissing op bezwaar door een bestuursorgaan het recht worden toegepast zoals dat op dat moment geldt (toetsing ex nunc). Onder bijzondere omstandigheden is daarop een uitzondering mogelijk.